# Grofje Weimarski
Weimarski, tudi Weimar-Orlamündski, je bila pomembna plemiška družina, ki je od 10. do 12. stoletja cvetela na območju današnje Turingije. Njeni člani so vladali grofiji Weimar in kasneje nastali grofiji Weimar-Orlamünde s teritorialno nepovezanima središčema Weimar an der Ilm in Orlamünde an der Saale. Plemiška rodbina je dala tudi mejsenske, kranjske in istrske mejne grofe.

## Zgodovina

### Grofje Weimarski in Orlamündski
Izvor weimarske grofovske družine ni znan, predvideva pa se, da je povezana z Babenberžani. Viljem I. je znan kot prvi weimarski grof, ki se prvič omenja leta 949, ko je njegovemu sinu Viljemu II. cesarja Otona III. podelil v upravo okrožje Husitin (Orlamünde).

Leta 1002 se je grof Viljem II. poklonil kralju Henriku II . in s tem dosegel ukinitev dajatve na prašiče, ki so jih Turingijci morali plačevati letno osrednji oblasti cesarstva od padca Turingijskega kraljestva leta 531 v obliki 500 prašičev. Pod Viljemom II. Velikim (vladal 963–1003) so grofje Weimarski postali ena najmočnejših plemiških družin v Turingiji.
- Kemenate Orlamünde
- Grajski stolp Weimarska palača

Viljem IV. (vladal 1039–1062) je uspel pridobiti Palatinsko grofijo Saška in mejno grofijo Meissen. Viljema IV., ki je umrl brez otrok, je nasledil njegov mlajši brat Oton I. (vladal 1062–1067). Še preden je leta 1062 podedoval weimarsko grofijo, je pridobil grofijo Orlamündsko. Združil je obe ozemlji. Od takrat se govori o grofiji Weimar-Orlamünde, ki je vsaj v svojem weimarskem delu obstajala do leta 1365.
13. maja 1112 je umrl Ulrik II. Weimarski in Orlamündski, zadnji grof Weimar-Orlamünde iz weimarske rodbine. Kralj Henrik V. je nato poskušal, a nazadnje zaman, zapleniti vse njihove alode. Renski palatin Sigfrid I. je zahteval grofijo kot sin hčerke dediče Adelajde Weimarsko-Orlamündske . Po letih nasledstvene vojne so se njegovi askanski sorodniki končno lahko uveljavili in tako ustanovili askanijsko stransko linijo Weimar-Orlamünde, ki je nato prevladovala v grofiji približno dve stoletji in pol.

### Mejni grofje Istre in Kranjske
Veja weimarskih grofov je bila zelo aktivna tudi na jugovzhodu cesarstva: od Popa I. do izumrtja starejše weimarske rodbine z Ulrikom II. leta 1112 so Weimarski začasno imeli mejno grofijo v Istri in na Kranjskem. S tem premoženjem, ki ga je pridobil s poroko s hčerko dedinjo Weimarsko-Orlamündsko Zofijo Istrsko, je grof Bertold II. Andeški in Plasenburški položil temelj vojvodini Meraniji, ki je bila pomembna v cesarski politiki in ki jo je njegov vnuk Bertold IV., na koncu prejel v fevd.

## Družinsko drevo
Viljem I. († 16. april 963)
- Viljem II. Veliki Waimarski (* okoli 930/35; † 24. december 1003) weimarski grof od 963, vojvoda Turingije od 1002
  - Viljem III. Waimarski († 1039), ⚭ Oda, verjetno hči lužiškega mejnega grofa Titmarja II.
    - Viljem IV. Waimarski († 1062), zaročen s Sofijo Ogrsko, hčerko kralja Béle I. Ogrskega
    - Oton I. Waimarski († 1067)
      - Adelajda Waimarsko-Orlamündska, hči naslednica
      - Kunigunda Waimarsko-Orlamündska (1055–1140)

    - Aribo, diakon, umorjen leta 1070

  - Popo I. († okoli 1044), weimarski grof, mejni grof Istrski (1012–1044), ⚭ Hadamut († po 1040), dedinjo istrsko-furlanskega grofa Weriganta († 1051) in Wiliberge, hčerke grofa Ulrika Ebersberškega ( Sighardinger)
    - Ulrik I. († 1070), mejni grof Kranjske (1058–1070), mejni grof Istre (1060–1070), ⚭ po 1062 Sofija Ogrska († 1095)
      - Ulrik II. († 1112, izumrtje starejše weimarske rodbine po moški liniji), weimarski grof, ⚭ pred 1102 Adelajda Turingijska († 1146), hči grofa Ludvika Pomladnika, izgnana
      - Popo II. († 1098/1101/1103), mejni grof Istre do 1093, ⚭ Rihgarda/Riharda († okoli 1130), hči Engelberta I. Spanheimskega) († 1096)
        - Sofija Istrska († 1132) ⚭ Bertold II. († 1151) grof Dießen-Andeški-Plasenburški-Kulmbaški
          - Popo († 1148)
          - Bertold III († 1188), 1173 istrski mejni grof
          - Oton († 1196), škof v Briksnu, škof v Bambergu

        - Hedvika († 1162) »Vindberška«, ⚭ grof Albert II. Bogenski († 1146)
        - Popo III († 1141, brez otrok),

      - Riharda ⚭ grof Oton II. Scheyernski († okoli 1110)
        - Palatin Oton I. Wittelsbaški

      - Adelajda, ⚭ I. odvetnik katedrale Friderik II. Regensburški, ⚭ II. grof Udalšalk v Lurngavu († 1115) po H. Grögling-Hirschberg
      - Valburga

  - Neža ⚭ verjetno Friderik I., saški palatinski grof
- Popo
- Sigbert

## Spletne povezave
- Weimarski grofje GenMA
- GenMA Krain, Ebersberger, (Weimar)